# XEW-AM
La XEW-AM, también conocida por su nombre comercial W Radio México, es una estación de radio localizada en la Ciudad de México. Es una de las estaciones más antiguas de México,  que comenzó a transmitir a partir de 1930. Transmite en los 900 kHz de la banda de amplitud modulada con 100.000 watts de potencia, canal libre internacional. Desde 2006, transmite su programación simultáneamente con la estación XEW-FM en los 96.9 MHz en frecuencia modulada. Cuenta con 26 estaciones afiliadas dentro del país.

## Historia
XEW-AM inauguró las emisiones el 18 de septiembre de 1930 a las 20.00 hora local de la Ciudad de México (UTC-6), en los altos del cine Olimpia de la Ciudad de México ubicado en la calle 16 de Septiembre número 9. La transmisión se inició formalmente con el Himno a la Alegría pieza de Ludwig van Beethoven interpretada por Miguel Lerdo de Tejada y la Orquesta Típica de la Policía. El locutor Leopoldo de Samaniego fue quien pronunció parte de las primeras palabras: 

“Amigos, ésta es la XEW, ‘la voz de América Latina desde México’.”
Leopoldo de Samaniego

 Contó con la presencia de Juan Arvizu, Josefina la Chacha Aguilar, Francisco Salinas y Ofelia Euroza como invitados. Leopoldo de Samaniego es considerado erróneamente el primer locutor de la XEW, ya que fue Nicolás de la Rosa el que empezó las transmisiones ese 18 de septiembre. La ceremonia de inauguración fue encabezada por el fundador de la estación, Emilio Azcárraga Vidaurreta, y el entonces secretario de Educación, Aarón Sáenz.
Las primeras transmisiones de prueba de la XEW iniciaron el 7 de septiembre de 1930. El 15 de septiembre, los técnicos lograron hacer el primer enlace a larga distancia: se transmitió el Grito de Independencia a cargo del presidente Pascual Ortiz Rubio.
Los primeros locutores de la estación fueron Leopoldo de Samaniego, Nicolás de la Rosa, Ricardo Vate López Méndez, Alonso Sordo Noriega, Manuel C. Bernal, Pedro de Lille y Pepe Laviada.
Desde su nacimiento, la XEW tuvo un éxito irrefutable. Inició con cinco mil watts de potencia y cuatro años después aumentó su potencia a 50 000 watts. Para 1935 las ganancias de la XEW fueron destinadas a la construcción del Teatro Alameda, año en que la potencia de la estación se había multiplicado por cinco.
Para fundar la XEW, Emilio Azcárraga Vidaurreta, entonces presidente de la México Music Company, obtuvo un crédito del Banco de Londres y México. sin embargo, los gastos a cubrir eran diversos y cuantiosos. Ante ello, viajó a Monterrey, Nuevo León, donde negoció un depósito con la Cervecería Cuauhtémoc equivalente a un año adelantado de patrocinio de la cerveza Carta Blanca. Dicha negociación fue el antecedente del famoso «plan francés» implantado en la televisión. 
Las siglas de la emisora no fueron asignadas al azar, sino que el fundador de la estación pidió que fueran XEW, con el fin de que en otras partes del mundo, la radiodifusora fuera identificada como estadounidense, donde este rubro industrial ya tenía gran prestigio y las estaciones más importantes tenían siglas que iniciaban con la W. 

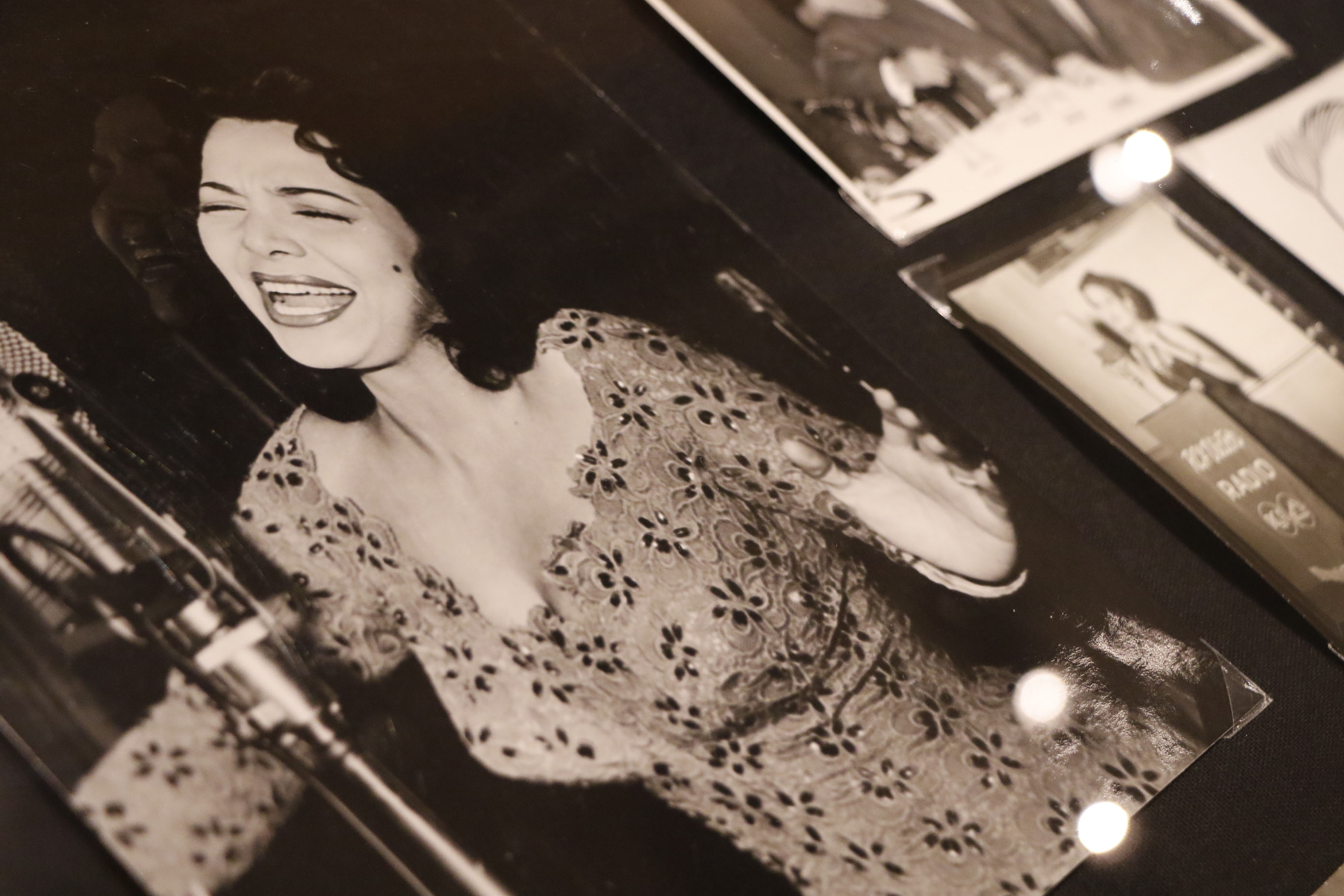
María Victoria durante una presentación en la estación, c. 1950.

Los especialistas señalan que ninguna estación radiofónica ha llenado la historia de la radiofonía en el país como la XEW, la cual cambió la forma de hacer y oír música en México, pues había una colaboración directa con los grandes compositores de la época. Además, la presencia del público en las transmisiones estableció un lazo firme hasta entonces no conocido con los autores, intérpretes y compositores. De esta forma, músicos e intérpretes como Agustín Lara, "Tata" Nacho, Gonzalo Curiel, Manuel Esperón, Lucha Reyes, Alfonso Ortiz Tirado, Chela Campos y Toña La Negra, entre muchos otros, formaron a la institución tanto como esta los formó. 
Asimismo, los programas y música que se transmitieron en la «Época de Oro» de la XEW marcaron varias generaciones y formaron cierta forma de sentir del mexicano, a lo que contribuyeron segmentos como las radionovelas y los programas infantiles, cómicos y deportivos. 
Con la llegada de la televisión, la estación y la industria radiofónica en general sufrió cambios radicales. Mucha gente pensó que era el fin de la hegemonía del cuadrante, pero su fortaleza y los cambios realizados han mantenido su vigencia hasta los tiempos actuales.
Esta emisora marca, a la vez, el final de un periodo y el inicio de una nueva etapa en la historia de la radiodifusión mexicana. Hasta antes de la W las emisoras eran instaladas con objetivos diversos por sus dueños o patrocinadores. Había quienes veían a la radio como un medio de experimentación técnica, otros —los menos— que la entendían como un instrumento para la difusión de la educación y la cultura, y había también quienes preveían su transformación en una industria altamente rentable, pero no contaban ni con los recursos económicos ni, quizá, con la capacidad empresarial para convertir a sus estaciones en negocios de éxito. La W es la primera estación que desarrolla estrategias de publicidad para incidir en las costumbres y pautas de consumo cotidiano de la población, y la primera que entiende que para tener éxito económico la radio tiene que convertirse en un referente cotidiano para las personas, es decir, que la información, el entretenimiento y la compañía deben ser buscados por la gente en la radio. Este era el gran secreto para atraer anunciantes; los empresarios debían entender que la radio sería en el futuro el gran medio de información y de entretenimiento y que cualquier producto o servicio que ellos desearan lanzar al mercado tenía que estar apoyado por la publicidad radiofónica. 
A lo cual, la emisora adopta el lema de «La voz de la América Latina desde México». Los primeros estudios de la XEW se encuentran en la calle 16 de Septiembre número 23, en los altos del cine Olimpia, también propiedad de Azcárraga Vidaurreta, quien figuraba como concesionario de la estación. Actualmente son estudios de televisión, pero siguen siendo propiedad del Grupo Televisa. 
En 1975 el dueño de XEW-AM integró a otras emisoras para formar la cadena Radiópolis, propiedad del Grupo Televisa, que luego pasaría a denominarse Televisa Radio.[cita requerida]

### Siglo 21
En octubre de 2001, la empresa española Grupo Prisa adquirió el 50% de las acciones de Televisa Radio, que agrupa a 17 estaciones de radio; una de sus primeras decisiones fue transmitir simultáneamente la misma programación en XEW-AM y XEW-FM. Televisa Radio forma parte del Grupo Latino de Radio (GLR).[cita requerida] La programación de Televisa Radio se emite en 88 estaciones del Grupo Radiorama, con un 90% de cobertura del territorio mexicano. A mediados de 2011, W Radio dejan de emitir en 88 estaciones en territorio mexicano quedando solamente la Ciudad de México y Guadalajara.[cita requerida]
XEW-AM, ahora con el nombre de W Radio, es la emisora insignia de la cadena W Radio México, y actualmente transmite desde la Calzada de Tlalpan, en la Alcaldía Coyoacán, junto con otras estaciones de Televisa Radio.
El formato W Radio del Grupo Latino de Radio está presente en Colombia, México y Estados Unidos de América.
El 17 de julio de 2019, se anunció que Grupo Televisa vendió su participación accionaria de 50% en Sistema Radiópolis —que integra a estaciones como W Radio, Los 40 y la Ke Buena— a Grupo Alemán, de Miguel Alemán Velasco y Miguel Alemán Magnani por mil 248 millones de pesos. Con ello, Televisa, a través de su división Televisa Radio, se retiró de la radiodifusión en México después de 89 años en el medio.
Lo anterior, quedó como anécdota, ya que la venta del 50% del Radiópolis de Grupo Televisa al Corporativo Coral no logró concretarse, ante la imposibilidad de la familia Alemán, dueños de Coral, de hallar créditos bancarios para cumplir con el primer pago convenido de 35 millones de dólares con Televisa por las 17 estaciones emisoras que forman parte de Radiópolis.
Coral y Grupo Televisa pactaron el 17 de julio la venta del 50% de Radiópolis en 1,248 millones de pesos, (63.5 millones de dólares).
El 27 de marzo de 2020 a las 00:00 horas, inicia su sistema combo en la ciudad de Guadalajara, Jalisco en XEWK-AM 1190 kHz y ahora en XHWK-FM 101.5 MHz.
El 25 de agosto de 2020, un grupo de personas las cuales se identificaron como trabajadores del Grupo Coral tomaron por la fuerza las instalaciones de XEW-AM, más tarde, el corporativo dio un comunicado en el cual se menciona la sustitución del director general de las emisoras: Francisco Cabañas por Miguel Alemán Magmani, acción que desconocía Grupo Prisa y han decidido tomar acciones legales contra Grupo Coral.

## Cobertura
XEW-AM transmite con 100 kW de potencia diurna y nocturna y cubre los siguientes lugares:
- México (incluyendo repetidoras): Ciudad de México, Morelos, Jalisco, México, Puebla, Tlaxcala, Guerrero, Querétaro, Hidalgo, Guanajuato, Veracruz, Nayarit, Oaxaca, Chiapas, Tabasco, Yucatán, Quintana Roo y San Luis Potosí.
- Centro y Sudamérica: Guatemala, Belice, Honduras, El Salvador, Nicaragua, Costa Rica, Panamá, Cuba, Puerto Rico, Colombia, Venezuela, Ecuador y parte de Perú.

## Cobertura actual
- XHBB-FM 101.5 MHz / XEBB-AM 600 kHz - Acapulco, Guerrero
- XECCCG-AM 1020 kHz - Cañitas De Felipe Pescador, Zacatecas
- XHCCBQ-FM 92.1 MHz - Chetumal, Quintana Roo
- XHEZUM-FM 105.1 MHz - Chilpancingo, Guerrero
- XEW-FM 96.9 MHz / XEW-AM 900 kHz - Ciudad de México (estación principal)
- XHEVC-FM 104.5 MHz - Córdoba, Veracruz
- XHTIX-FM 100.1 MHz - Cuernavaca, Morelos
- XHWT-FM 97.7 MHz - Culiacán, Sinaloa
- XHCCAU-FM 92.5 MHz - Durango, Durango
- XHPFRZ-FM 94.3 MHz - Fresnillo, Zacatecas
- XHWK-FM 101.5 MHz - Guadalajara, Jalisco
- XHWE-FM 107.9 MHz - Irapuato, Guanajuato
- XEROPJ-AM 1030 kHz - Lagos de Moreno, Jalisco (para León, Guanajuato)
- XHENX-FM 104.3 MHz Mazatlán, Sinaloa
- XEMMM-AM 940 kHz - Mexicali, Baja California
- XHCE-FM 95.7 MHz - Oaxaca de Juárez, Oaxaca
- XHEG-FM 92.1 MHz - Puebla de Zaragoza, Puebla
- XHPVA-FM 90.3 MHz - Puerto Vallarta, Jalisco
- XHEOQ-FM 91.7 MHz Canal HD3 - Reynosa, Tamaulipas
- XHPSJI-FM 90.1 MHz - San José Iturbide, Guanajuato
- XHPM-FM 100.1 MHz - San Luis Potosí, San Luis Potosí
- XHQG-FM 107.9 MHz / XEQRMD-AM 1310 kHz - Santiago de Querétaro, Querétaro
- XHTAC-FM 91.5 MHz / XETAC-AM 1000 kHz - Tapachula, Chiapas
- XHTOL-FM 102.9 MHz - Toluca, Estado de México
- XHPVTS-FM 98.5 MHz - Villa Tututepec De Melchor Ocampo, Oaxaca
- XHKV-FM 88.5 MHz / XEKV-AM 740 kHz - Villahermosa, Tabasco
- XHJH-FM 92.9 MHz - Xalapa, Veracruz
- XEFRTM-AM 770 kHz - Zacatecas, Zacatecas

Afiliadas
- XHZTM-FM 89.1 MHz - Zitácuaro, Michoacán (Fantasía W Radio)
- XHMIA-FM 89.3 MHz - Mérida, Yucatán (Radio Mundo)
- XHS-FM 100.9 MHz - Tampico, Tamaulipas (Oreja WFM)

## Formatos de la emisora
Estos son los nombres de algunos de los formatos con los que se ha conocido a la estación XEW-AM 900 kHz:
- XEW, con el lema La voz de la América Latina desde México.
- XEW, la Catedral de la radio en México.
- XEW 900 AM.
- Cadena W Azul y Plata (1999-2000).
- La XEW, con lo mejor de México (2000-2001).
- W Radio, con el lema Escucha lo que pasa (2002).
- W Radio, Diferente por Completo (2003-2005).
- W Radio, "W Radio, 75 Años" (2005).
- W Radio, "Mucho más que palabras al aire" (2006).
- W Radio, "W Radio, en Alta Definición" (2007).
- W Radio, "Generación W, Una Generación con palabra de W Radio" (2008).
- W Radio, "Voz y oído de todos / Todo lo que pasa, pasa en W" (2009).
- W Radio, "Voz y oído de todos" (2010).
- W Radio, "80 Años, Donde todo comenzó" (octubre-diciembre de 2010).

- W, "Amplía Tu Radio". (enero de 2011-julio de 2012).
- W Radio, "Vamos a escucharnos" (2012-2023).
- W Radio "Si es Radio, es W" (2023-actualidad)

Estos son los nombres de algunos de los formatos con los que se ha conocido a la estación XEW-FM 96.9 MHz:
- WFM Stereo.
- WFM "Magia Digital".
- WFM.
- W Radical.
- WFM "Frecuencia Adictiva".
- W Radio, con el lema Escucha lo que pasa (2002).
- W Radio, Diferente por Completo (2003-2005).
- W Radio, "W Radio, 75 Años" (2005).
- W Radio, "Mucho más que palabras al aire" (2006).
- W Radio, "W Radio, en Alta Definición" (2007).
- W Radio, "Generación W, Una Generación con palabra de W Radio" (2008).
- W Radio, "Voz y oído de todos / Todo lo que pasa, pasa en W" (2009).
- W Radio, "Voz y oído de todos" (2010).
- W Radio, "80 Años, Donde todo comenzó" (octubre-diciembre de 2010).
- W, "Amplía Tu Radio" (enero de 2011-julio de 2012).
- W Radio, "Vamos a escucharnos" (2012-2023).
- W Radio "Si es Radio, es W" (2023-actualidad)